# Château de Lignières

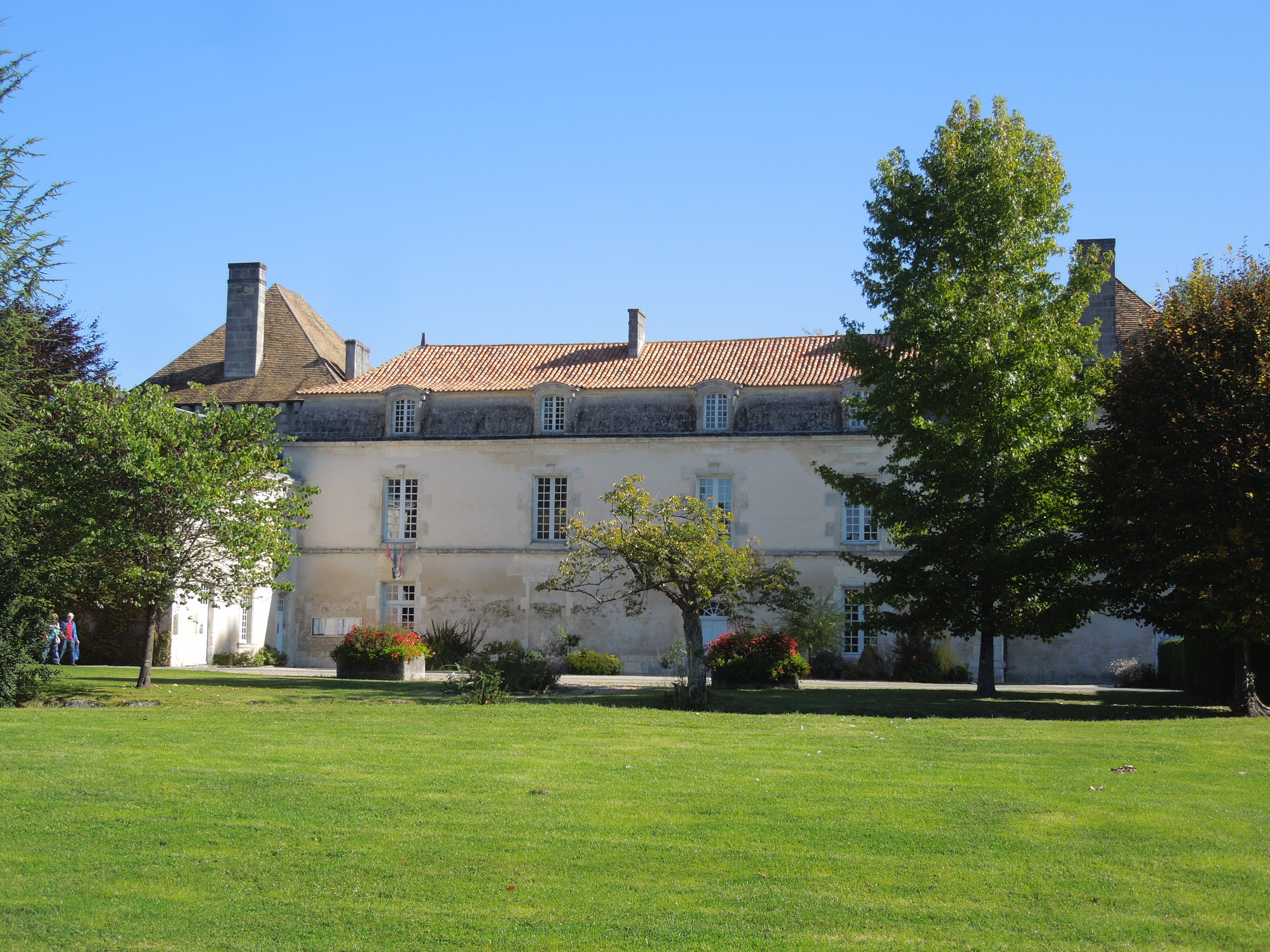
Château de Lignières, Westseite

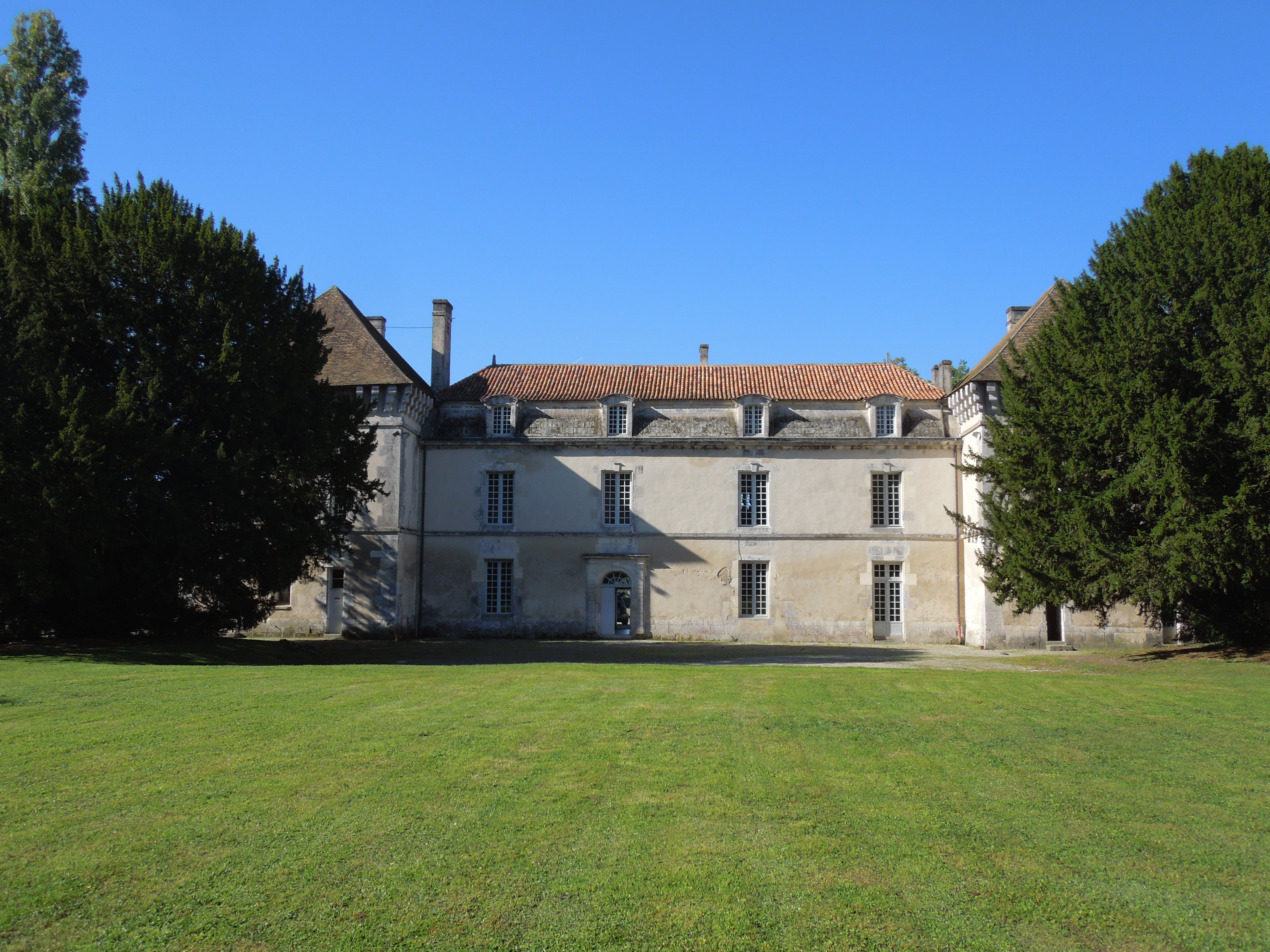
Château de Lignières, Ostseite

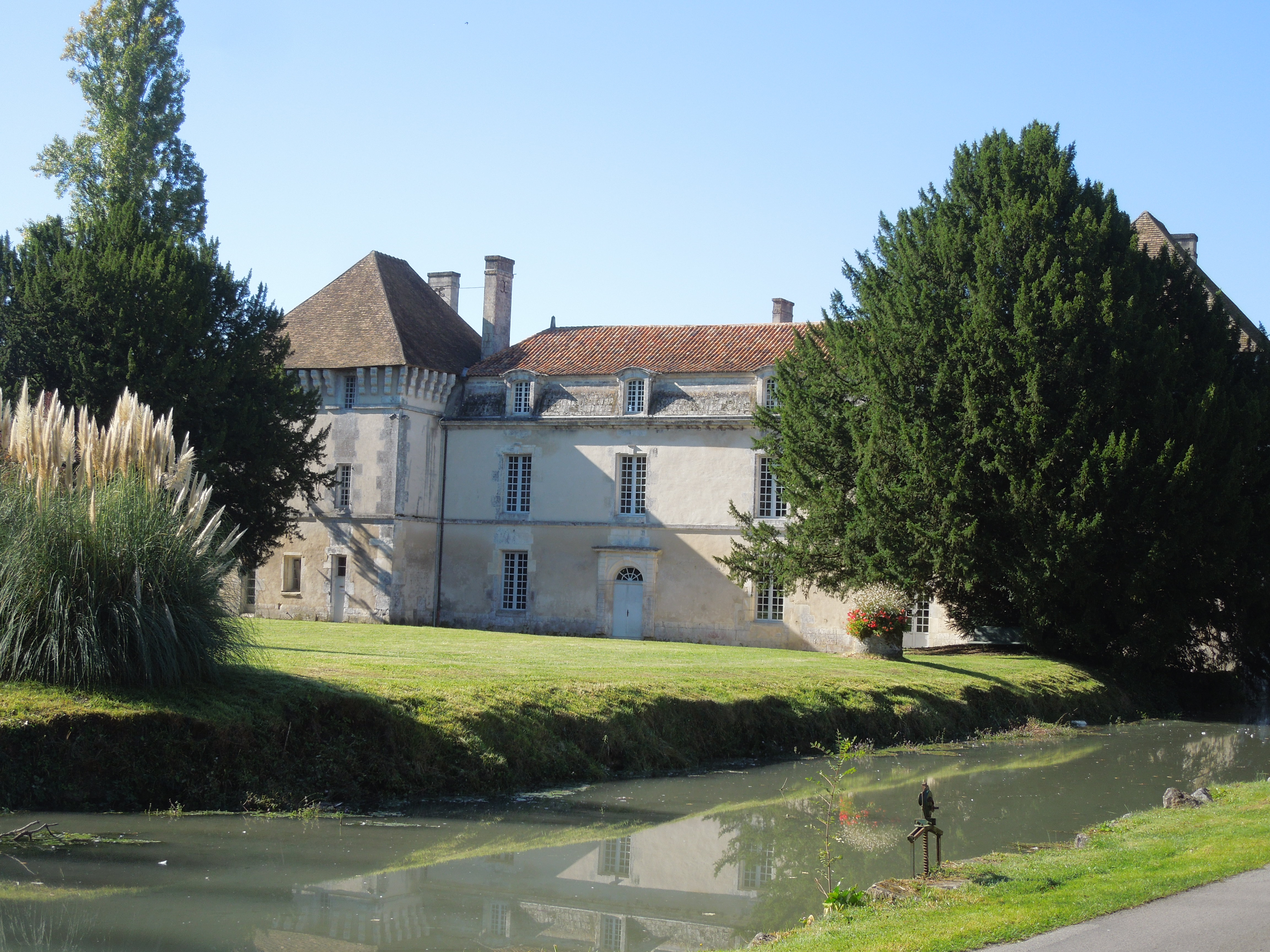
Château de Lignières, Parkseite

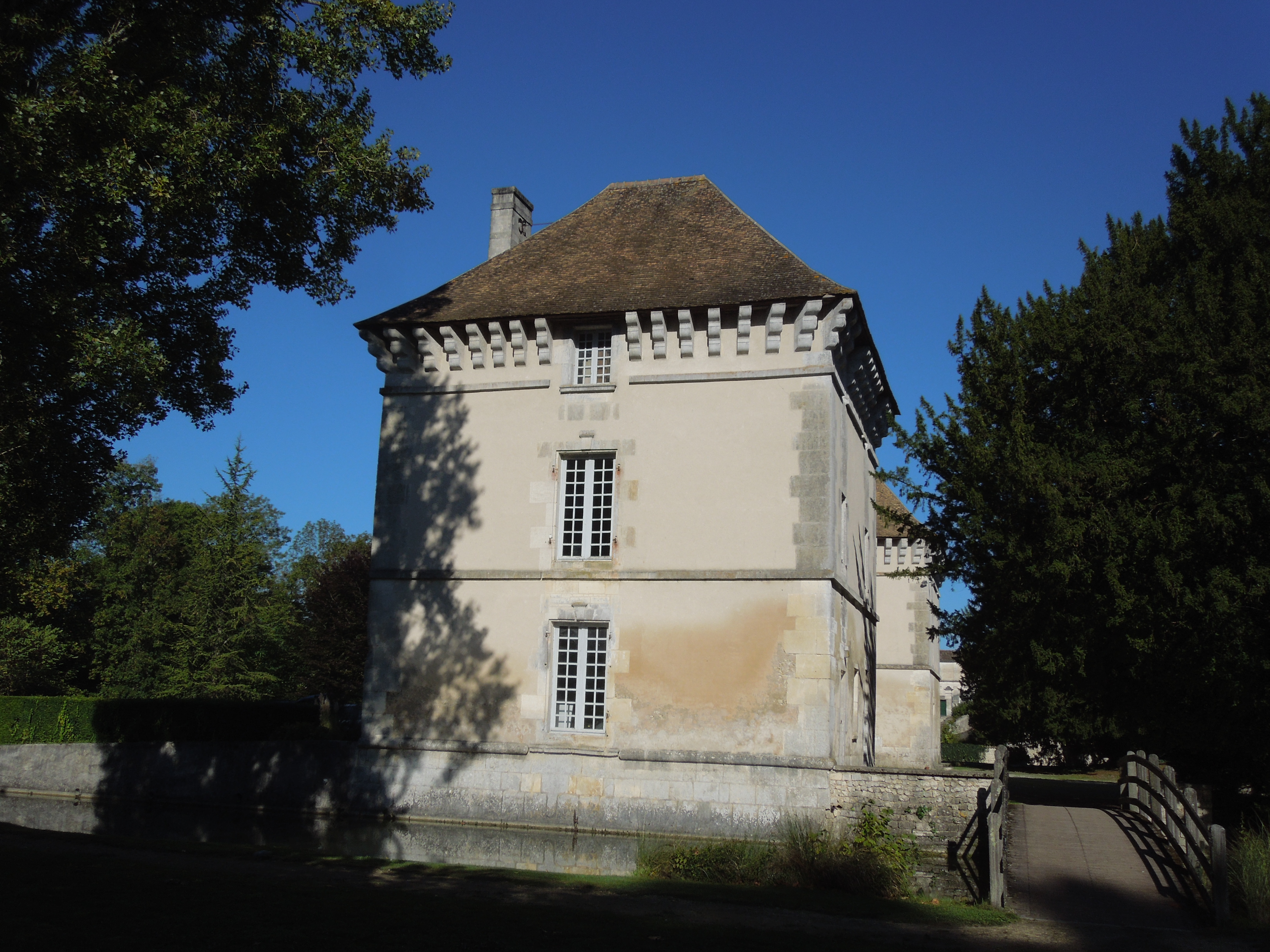
Südpavillon

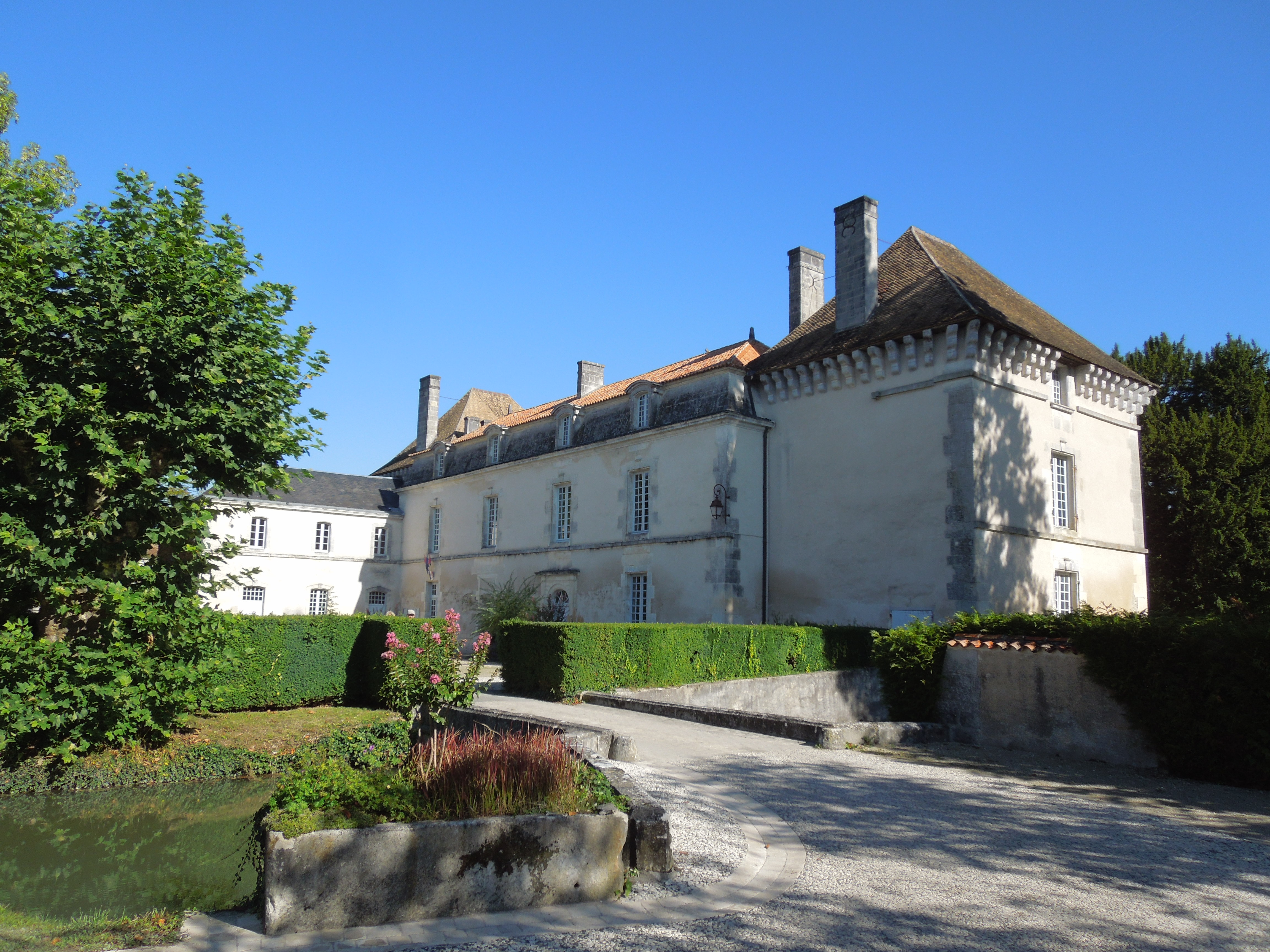
Westseite und Wassergraben

Das Château de Lignières ist ein Wasserschloss in Lignières-Ambleville im Département Charente im Süden der Region Nouvelle-Aquitaine in Frankreich, etwa 20 Kilometer südöstlich der Stadt Cognac. Es beherbergt heute das Bürgermeisteramt und den Gemeindesaal.

## Geschichte
Das heutige Schloss stammt aus der Anfangszeit des 17. Jahrhunderts und wurde an der Stelle eines verfallenen mittelalterlichen Baus errichtet. Bauherr war Charles Poussard († 5. Februar 1731), dessen Geschlecht von 1475 bis 1709 u. a. die Herrschaft von Lignières innehatte. Baumeister war Jehan Cosset. Nach Charles Poussard war das Schloss von 1709 bis 1829 im Besitz der Herren de Plas, die es durch die Heirat von Charles Poussards ältester Tochter Marie Judith mit François Joseph de Plas am 10. November 1709 erwarben.

## Anlage
Die Schlossanlage befindet sich im Südwesten des Orts Lignières etwa 120 m südlich der den Ort von Nordost nach Südwest durchquerenden Straße Route départementale 699 von Angoulême nach Jonzac. Der langgestreckte Haupttrakt, der Corps de Logis, ist 25 m lang und 9 m breit, zweigeschossig und sowohl im Osten wie auch im Westen vierachsig. Er erstreckt sich von Nordnordwest nach Südsüdost und ist von einem hochgezogenen Krüppelmansardwalmdach bedeckt, in dessen steilem unteren Teil sich auf beiden Seiten des Baus je vier schmale Zwerchhäuser mit flachen Rundbogengiebeln befinden. Die Wohnräume befanden sich im Obergeschoss, die Gesellschaftsräume im ebenerdigen Erdgeschoss. Im Dachgeschoss ist ausreichend Platz für mehrere Mansardenräume, die als Personalstuben oder als Lagerräume genutzt wurden. Die hohen Sprossenfenster in Erdgeschoss und Obergeschoss reichen bis zum Boden der jeweiligen Etage.
Der Mitteltrakt ist im Norden und Süden flankiert von zwei Pavillons mit quadratischem Grundriss von jeweils etwa 11 × 11 m Seitenlänge, die zur Parkseite im Osten vor die Fassade des Mittelbaus hinausragen und deren steile Mansarddächer das Dach des Mitteltrakts um nahezu zwei Meter überragen. Beide Pavillons sind unterhalb der Dachkanten mit einer Vielzahl von Kragsteinen in der Form mittelalterlicher Maschikulis verziert. An die Westseite des nördlichen Pavillon schließt ein kurzer, zweigeschossiger und dreiachsiger Flügel mit niedrigem Obergeschoss an, der den Schlosshof zum Dorf hin abriegelt.
Die Innenräume wurden im 18. Jahrhundert vollkommen neu gestaltet, aber zwei Räume im Obergeschoss enthalten noch heute ihre ursprünglichen offenen Kamine.
Ab 1977 wurde das Gebäude saniert. Die Fassaden und Dächer sind seit 1977 in Frankreichs „Inventaire supplémentaire des monuments historiques“ (ISMH) als Monument historique klassifiziert, und die Kamine im ersten Stock sind seit 1973 als solche eingetragen.
Das Schloss beherbergt heute die Mairie und den Festsaal der Gemeinde und kann besichtigt werden. Lediglich der Seitenflügel am Nordpavillon wird privat genutzt und ist nicht öffentlich zugänglich.

## Außenbereich
An die Ostseite des Schlosses grenzt ein kleiner, etwa 45 × 55 m großer Park. An der Westseite befindet sich der ehemalige Schlosshof, heute Eingangsbereich zu Bürgermeisterei und Gemeindesaal. Schloss, Park und Vorhof sind ringsum von einem breiten Wassergraben umgeben, der im Nordwesten und Südwesten des einstigen Schlosshofs von jeweils einer steinernen Brücke überquert wird. Der Wassergraben bezieht sein Wasser aus dem unmittelbar nördlich der Schlossanlage von Osten nach Westen vorbeifließenden Bach Collinaud, der einige Kilometer bachaufwärts schon die Gräben des Schlosses Le Breuil speist und hier unmittelbar nordwestlich des Schlosses aufgestaut ist, um die für den Graben notwendige Stauhöhe und Wassermenge sicherzustellen.
Ausgedehnte ehemalige Stallungen und Wirtschaftsgebäude befinden sich im Süden; sie stehen mehrheitlich leer und werden von der Gemeinde nur an Markt- und Festtagen genutzt. Eine teilweise überdachte traditionelle Waschstelle liegt westlich hinter den ehemaligen Stallgebäuden.

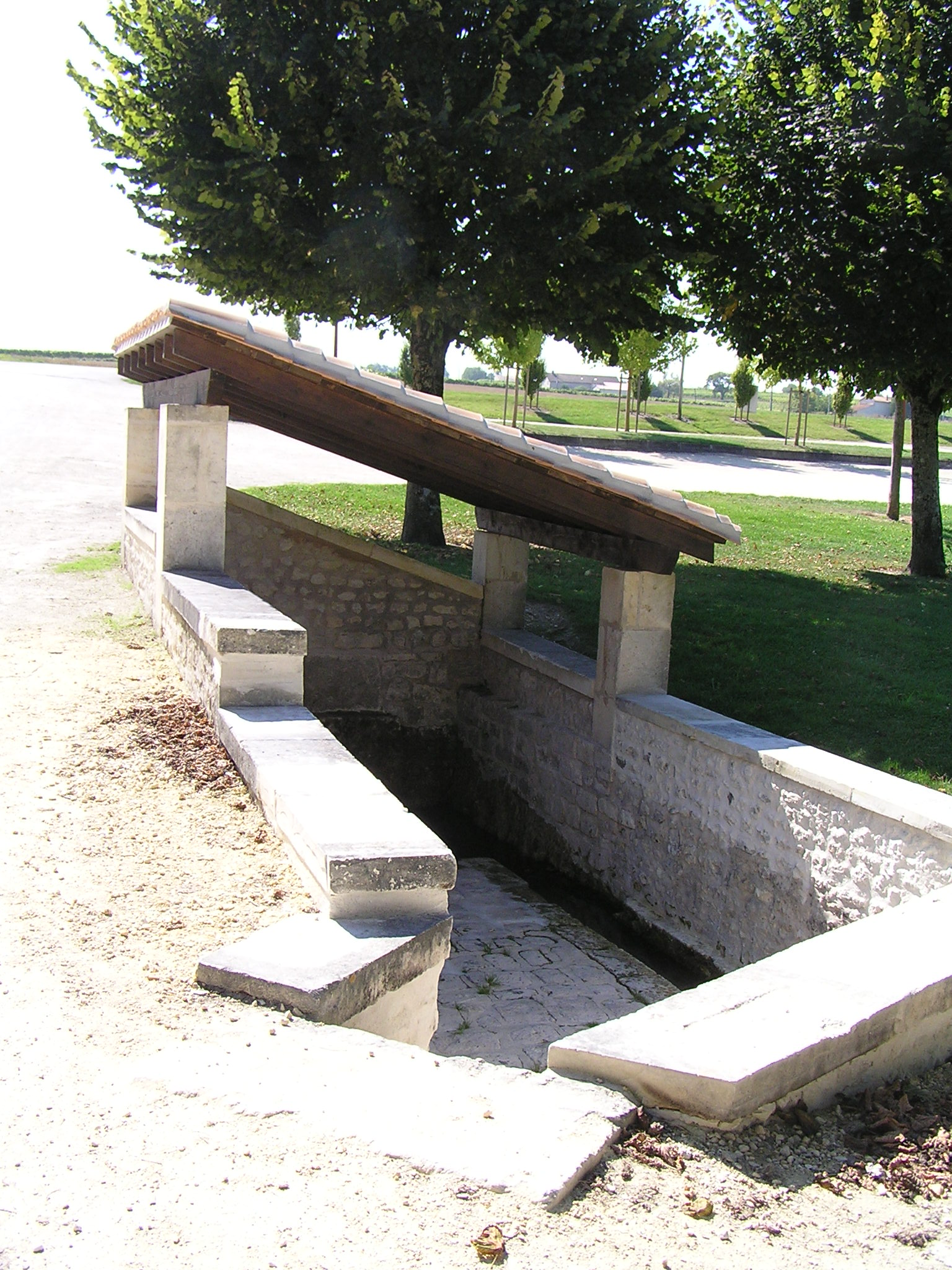
Traditionelle Waschanlage bei den Stallungen

Zwei gemeindeeigene Tennisplätze liegen unmittelbar südlich des Schlossparks und des dortigen Wassergrabens, und der örtliche Fußballplatz liegt unmittelbar westlich des Schlosses, alle auf dem Grund des ehemaligen Schlossguts.
Koordinaten: 45° 33′ 28,6″ N, 0° 10′ 57,2″ W